# Barusanbuulbuul
De barusanbuulbuul (Pycnonotus tympanistrigus, synoniem: Alcurus tympanistrigus) is een zangvogel uit de familie van de buulbuuls. Het is een voor uitsterven gevoelige endemische vogelsoort uit Sumatra. 

## Kenmerken
De vogel is 16 cm lang. Het is een relatief kleine buubuul die overwegend bruin gekleurd is. De kruin, nek en mantel zijn dof groenbruin. De wangen en het gezicht, borst en buik zijn vuilwit met een zwarte vlek om het oog, een halve maanvormige okergele vlek bij het oor en een smalle baardstreep.

## Verspreiding en leefgebied
Deze soort is endemisch in Sumatra. De leefgebieden liggen in montane bossen tussen de 600 en 1400 m boven zeeniveau aan de gehele westrand van het eiland.

## Status
De barusanbuulbuul heeft een bedreigd type leefgebied en daardoor is de kans op uitsterven aanwezig. De grootte van de populatie is niet gekwantificeerd. In geschikt habitat is de vogel nog talrijk, maar populatie-aantallen nemen af door habitatverlies. Het leefgebied wordt aangetast door ontbossing waarbij natuurlijk bos wordt omgezet in gebied voor agrarisch gebruik. Om deze redenen staat deze soort als gevoelig op de Rode Lijst van de IUCN.